# 碧海纯一
碧海纯一（1924年6月27日—2013年7月18日），日本法学家，专攻法哲学，生于爱知县名古屋市。
毕业于东京大学法学部，在通过司法考试之后，听从团藤重光的建议，选择了学术研究的道路，师从尾高朝雄。后历任神户大学法学部副教授，东京大学法学部教授，放送大学教授等职务。现为东京大学名誉教授。
受到科学哲学的极大影響，将其称为「现代合理经验主义」，在具有浓厚价值哲学色彩的日本法哲学中，确立了理论哲学的地位。尤其是，在神户大学任职期间出版的主要著作《法哲学概论》对当时的法学学生具有很大的吸引力，不仅清晰明了，而且对实定法学者也有着很大的影响。
他培养了目前日本法哲学界第一线代表人物的长尾龙一、井上达夫
在学生时代，忙于远东国际军事法庭的辩护文书的翻译工作，因此留级。

## 生平
- 1944年10月 海軍主计见习官
- 1948年 东京帝国大学法学部毕业
- 1948年 东京帝国大学特別研究生
- 1950年 留学美国哈佛大学（1952年毕业）
- 1951年 神戸大学副教授
- 1961年 東京大学法学部教授
- 1997年 在关东学院大学退休

## 著作
- 「法哲学概论」（第1版、新版、全訂第1版、全訂第2版、全訂第2版补订版）（弘文堂）
- 「法哲学论集」（木铎社）
- 「合理主义的复权」（木铎社）（増补版有数种，收录不同的论文）
- 「法和语言」（日本评论社）
- 「法和社会」（中公新书）